# Azores Challenger 1992
L'Azores Challenger 1992 è stato un torneo di tennis facente parte della categoria ATP Challenger Series nell'ambito dell'ATP Challenger Series 1992. Il torneo si è giocato a Azzorre in Portogallo dal 7 al 13 settembre 1992 su campi in cemento.

## Vincitori

### Singolare
Henrik Holm ha battuto in finale  Kenneth Carlsen con il punteggio di 6–4, 6–3

### Doppio
Henrik Holm /  Nicklas Utgren hanno battuto in finale  Donny Isaak /  Peter Nyborg con il punteggio di 7–6, 7–6